# Estrigolactona

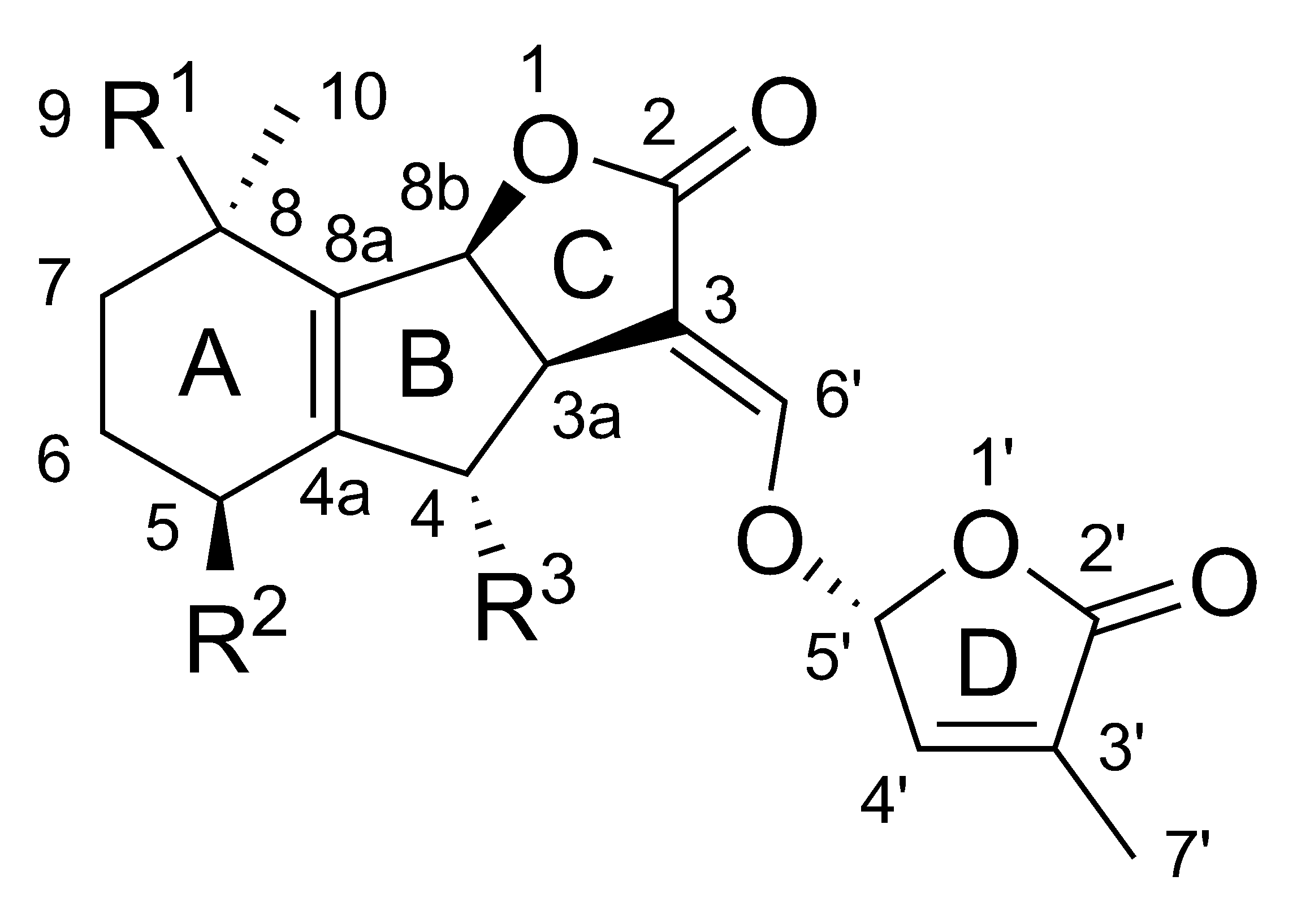
Estrutura química geral

Estrigolactonas são hormonas vegetais que têm sido implicadas na inibição na ramificação em rebentos. As estrigolactonas são derivadas dos carotenóides e desencadeiam a germinação de sementes vegetais parasíticas e estimulam as simbiontes micorrizas fúngicas.
As estrogolactonas possuem uma ligação éter lábil que pode ser facilmente hidrolizada na rizosfera.

## Química
As estrigolactonas são lactona terpenóides e são derivadas dos carotenóides.
| Chemical structure and numbering of (+)-strigol | Chemical structure and numbering of strigyl acetate |
| (+)-Strigol                                     | (+)-Strigyl acetate                                 |

| Chemical structure and numbering of orobanchol | Chemical structure and numbering of orobanchyl acetate |
| (+)-Orobanchol                                 | (+)-Orobanchyl acetate                                 |

| Chemical structure and numbering of 5-deoxystrigol | Chemical structure and numbering of sorgolactone | Chemical structure and numbering of alectrol |
| (+)-5-Desoxistrigol                                | Sorgolactona                                     | Alectrol                                     |